# Fenetica
In biologia la fenetica, talvolta indicata come tassonomia numerica o tassimetria, è una tecnica la cui finalità è la classificazione degli organismi sulla base della somiglianza, spesso nella morfologia o in altre caratteristiche osservabili, senza tener conto della filogenia o delle relazioni evolutive.
Nella ricerca dei rapporti evolutivi fra le specie la fenetica è stata in gran parte sostituita dalla cladistica. Tuttavia, alcuni biologi continuano a usare determinati metodi fenetici come approssimazione ragionevole della filogenia quando i metodi cladistici risultano informaticamente troppo costosi.
Le tecniche fenetiche includono varie forme di raggruppamento, volte a ridurre gradualmente le variazioni mostrate dalle varie popolazioni man mano che si scende di livello. In pratica, si ricorre a una stima di decine di variabili e alla loro rappresentazione su grafici tridimensionali da interpretare.

## Differenze con la cladistica
Essendo stati ambedue i metodi proposti contemporaneamente per risolvere il problema delle relazioni fra taxa, vi è sempre stato un acceso dibattito fra sostenitori della fenetica e della cladistica: i nodi vennero al pettine con gli studi sull'ibridazione del DNA che portarono alla classificazione di Sibley-Ahlqist per gli uccelli. Quest'ultima propose nuovi taxa (ad esempio Galloanserae) che anche le recenti analisi hanno dimostrato corretti, mentre altri (Ciconiiformes o Corvida) si sono dimostrati errati.
Con l'aumento di potenza ed efficienza dell'elettronica, la cladistica si trovò avvantaggiata nella risoluzione dei problemi legati alla filogenetica, in quanto furono reperibili programmi sempre più validi per la risoluzione degli algoritmi cladistici.
Le analisi fenetiche non distinguono fra il plesiomorfismo (ereditarietà di tratti provenienti dagli antenati), poiché quest'ultimo filogeneticamente non dà alcuna informazione, e apomorfismo (tratti evoluti e non ereditati): questo vuol dire che i casi di evoluzione convergente e radiazione adattativa possono inquinare i risultati dello studio.
Le analisi fenetiche, infatti, tendono nella maggior parte dei casi a portare all'errore di considerare le cladi basali (dotate di maggiori plesiomorfi) come ordini monofiletici.
Un esempio classico è quello degli uccelli canori: questi ultimi possono essere divisi in due gruppi;
- Corvida, uccelli che mantengono caratteri arcaici in genotipo e fenotipo;
- Passerida, con tratti evoluti più di recente.

Solo questi ultimi sono effettivamente un gruppo omogeneo di animali imparentati fra loro, mentre i corvidi sono più che altro un'unione di uccelli dai tratti arcaici, evolutisi parallelamente fra loro e solo lontanamente imparentati fra loro (alcuni sono addirittura maggiormente affini ai passeridi che agli altri corvidi): l'analisi fenetica, tuttavia, a causa della forte somiglianza fra di loro fa sì che possano essere, per quanto erroneamente, classificati come gruppo monofiletico.
La fenetica diventa superiore alla cladistica quando ciò che conta è mettere in evidenza la diversità fra i vari taxa, poiché vi è una minore richiesta in termini computativi rispetto a quest'ultima. D'altro canto, al giorno d'oggi gli studiosi utilizzano metodi cladistici anche per ottenere la storia evolutiva dei vari taxa.
Cladistica e fenetica, in ogni caso, non si escludono vicendevolmente: specie raggruppate seguendo metodi fenetici, infatti, possono essere sottoposte ad analisi cladistica, in modo da scoprire le esatte relazioni filogenetiche fra le varie specie.

## La fenetica oggi
Al giorno d'oggi sono molti i sistematici che continuano a utilizzare metodi fenetici, in particolare per quanto concerne l'assestamento delle specie nei vari taxa. La classificazione di vari taxa separati fra loro solo da differenze minime, infatti, rende difficoltoso un approccio di tipo cladistico.
La fenetica trova terreno fertile alla propria applicazione soprattutto in botanica, dove fenomeni genetici peculiari delle piante come il trasferimento orizzontale dei geni o il complesso poliploide rendono gli esami fenetici meno soggetti a errori (anche se meno accurati) rispetto ad analisi cladistiche.

## Fenogramma
Il fenogramma è un diagramma ad albero che lega dei taxa sulla base di stime ottenute dalla similarità complessiva degli organismi, ossia sulla classificazione fenetica.